# Juan-les-Pins

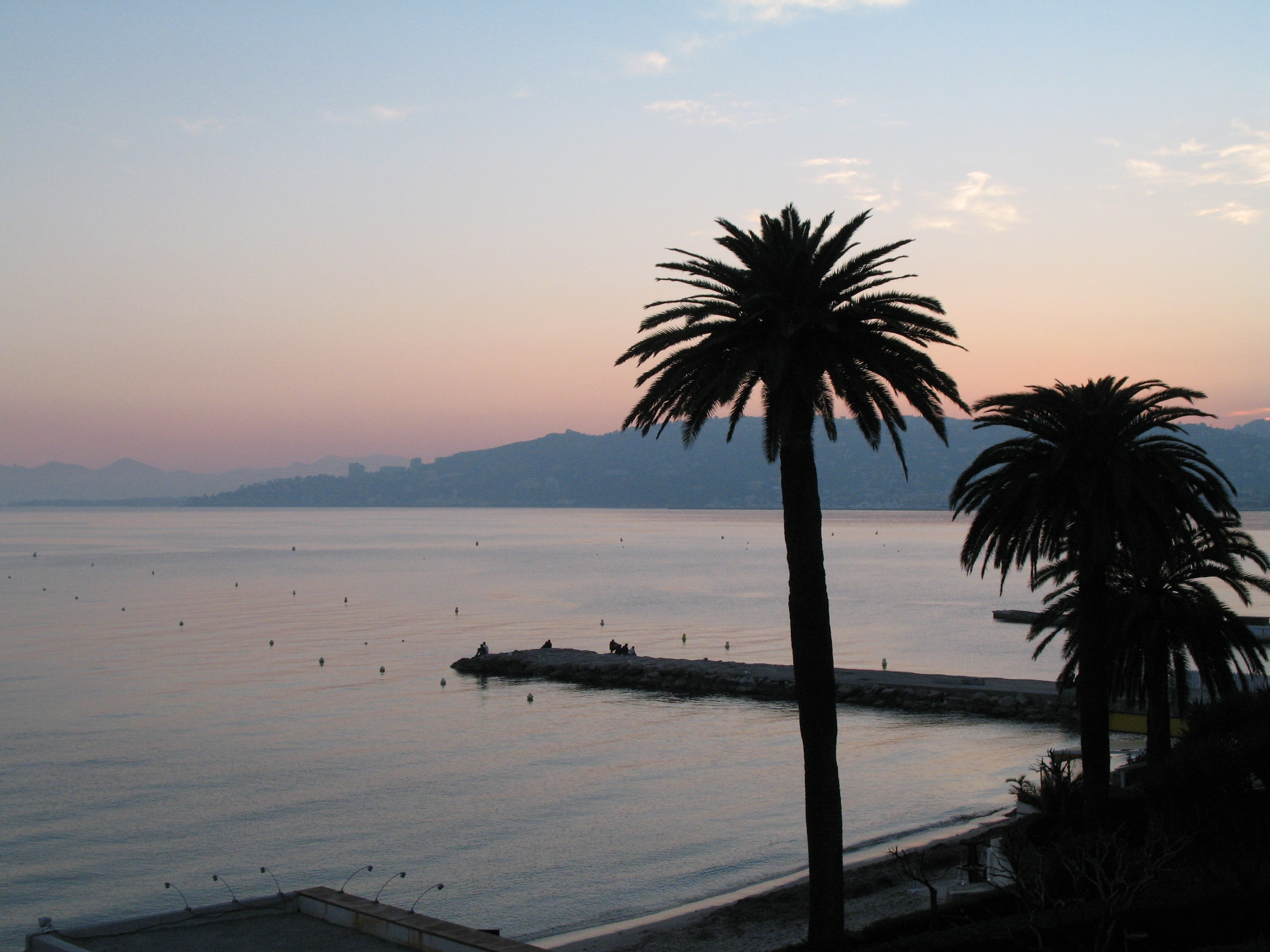
Kvällsvy över Medelhavet från Juan-les-Pins

Juan-les-Pins är en liten ort på Franska Rivieran mellan Nice och Cannes. Orten är en av de mer attraktiva semesterorterna för det sydeuropeiska jetsetet och lockar en förhållandevis ung publik. Juan-les-Pins är känt för sina lyxhotell och för de fina privata sandstränderna mitt inne i staden. Den årliga jazzfestivalen i den lilla stadsparken La Pinede lockar ständigt en stor publik och musikens världsstjärnor. Vintertid stängs många hotell och de påkostade lägenhetskomplexen står då tomma.
Någon kilometer öster om Juan-les-Pins ligger huvudorten Antibes med sin medeltida ringmur, fästningen Fort Carré och sin stora hamn Port Vauban med yachter i högsta lyxklassen.
Juan les Pins betyder "Juan vid tallarna" och är även känt för att det var författarparet F. Scott Fitzgerald och Zelda Fitzgeralds hem under 1920- och 1930-talen. Även Ernest Hemingway hade Juan-les-Pins som arbetsort. 
Strax söder om Juan-les-Pins centrum utbreder sig halvön Cap d'Antibes, känd för sina stora tomter och magnifika neoklassicistiska villor, bland annat Villa Eilenroc och Eden Roc. 